# Conus oblitus
Conus oblitus é uma espécie de gastrópode do gênero Conus, pertencente à família Conidae.